# Бій біля Яришмарди
Бій біля села Яришмарди — епізод Першої чеченської війни, під час якого 16 квітня 1996 колона гвардійського мотострілецького полку (245 мсп) 47-й гвардійської танкової дивізії федеральних військ була майже повністю знищена загоном чеченських повстанців та арабських моджахедів під командуванням Хаттаба . Бій відбувся в Грозненському районі Чечні, на відстані 1,5 км від мосту через річку Аргун на північ від села Яришмарди і біля нього.